# 宗康·昂旺华旦丹贝坚赞
宗康·昂旺华旦丹贝坚赞（藏語：དག་དབང་དཔལ་ལྡན་དསྟན་པའི་རྒྱལ་མཚན་，威利转写：ngag-dbang dpal-ldan bstan-pavi rgyal-mtshan，1942年10月1日—2020年6月9日），男，藏族，青海互助人，第十三世宗康活佛。藏文高中文化程度。

## 生平
宗康活佛1942年出生在青海省互助县加定乡，1944年1月被认定为塔尔寺第十三世宗康活佛，1947年在塔尔寺宗康活佛院坐床。
他曾任青海省湟中县政协委员、塔尔寺民管会委员。2006年，宗康活佛当选为湟中县人大常委会副主任，2007年4月当选为塔尔寺民管会主任。他还担任西宁市政协副主席、青海省佛教协会副会长、西宁市佛教协会会长。
2010年11月30日，他在塔尔寺欢度69岁（虚岁）生日。一位78岁的阿卡（喇嘛）丹增龙图，曾为上一世宗康活佛的管家，自7岁入寺，已在塔尔寺70多年，他回忆道：“我是那年正月三十生在湟中县上新庄的，7岁来塔尔寺，后来跟老佛爷（指上一世活佛）当管家，他（指上一世活佛）20多岁就成佛了（即圆寂），现在的宗康主任爱国，爱教、爱佛，热心寺院事业，坚持锻炼身体，一直很健康，我们心里都祝福他。去年，宗康主任还专程到拉萨朝佛，宣传青藏僧俗和谐稳定，他佛德高尚，人缘好着哩。”
2013年1月27日，在中国人民政治协商会议青海省第十一届委员会第一次会议上，仁青加当选为青海省政协主席，陈资全、罗朝阳、鲍义志、仁青安杰、马志伟、马长庆、李选生、张守成、纪仁凤、宗康当选为青海省政协副主席。2013年11月20日，青海省政协副主席、塔尔寺民管会主任宗康活佛一行三人访问厦门南普陀寺，厦门市佛教协会会长、南普陀寺方丈释则悟在方丈楼接待了宗康活佛一行。
2020年6月9日17时20分圆寂，享年78岁。